# Chiesa di Santa Maria Assunta (Castelmuzio)
La pieve di Santa Maria Assunta è il principale luogo di culto cattolico di Castelmuzio, frazione di Trequanda, sede dell'omonima parrocchia appartenente alla diocesi di Montepulciano-Chiusi-Pienza.

## Storia
La chiesa di San Giusto in Castelmuzio acquisì l'attuale dedicazione a santa Maria Assunta nel corso del XVI secolo; acquisì la funzione e il titolo di pieve che in precedenza erano di Santo Stefano a Cennano, situata poco fuori dal centro abitato di Castelmuzio. Venne profondamente restaurata nel XIX secolo ed è stata oggetto di un intervento conservativo nel 2004-2005.

## Descrizione
L'edificio è esternamente privo di elementi decorativi. La facciata, rivolta ad ovest, è a capanna e presenta un unico portale centrale sormontato da una finestra ad arco con vetrata policroma raffigurante l'Assunzione di Maria. In posizione arretrata sorge la torre campanaria con orologio del 1885; essa ospita un concerto di tre campane rispettivamente del 1594, 1814 e 1859.
L'interno della chiesa è a croce latina, con unica navata di tre campate delle quali la seconda è la crociera e la terza ospita il presbiterio. Nel transetto di sinistra si trova una statua del Sacro Cuore di Gesù, mentre quello di destra è adibito a custodia del Santissimo Sacramento ed ospita, sull'altare barocco in stucco, l'effigie dipinta della Madonna del Buon Consiglio. Nella parete di fondo della navata si apre l'abside curva, ospitante la sede presidenziale del XVIII secolo, sormontata da un Crocifisso in terracotta invetriata opera di Piero Sbarluzzi.